# Боудри, Чарльз
Чарльз Боудри́, англ. Charles Bowdre (1848, Уилкс, Джорджия, США — 23 декабря 1880, Стинкинг-Спрингс, Нью-Мексико, США) — американский ковбой и ганфайтер, объявленный вне закона на Диком Западе. Чарли Боудри был одним из основных бойцов «Регуляторов», окружного отряда, участвовавшего в Войне в округе Линкольн, и впоследствии членом банды Билли Кида.

## Ранние годы

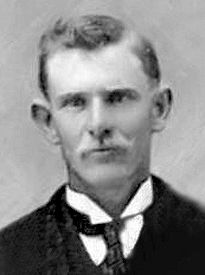
Док Скарлок, около 1875

Боудри родился в округе Уилкс, штат Джорджия. Когда ему было три года, семья переехала в Миссисипи. К 1854 году юный Чарли начал работать на ферме своего отца. О периоде его жизни с 1863-го по 1874 год ничего неизвестно.
В 1874 году он перебрался в округ Линкольн, Территория Нью-Мексико, расположенный на границе с Территорией Аризона. В Аризоне Боудри подружился с Доком Скарлоком, и вскоре они открыли сыроварню на реке Хила. Некоторые из потомков Скарлока и Боудри вспоминали, что одним из их первых работников сыроварни был Билли Кид. Сыроварня проработала до весны 1876 года, а затем Скарлок и Боудри купили в кредит ранчо в округе Линкольн на реке Рио-Руидосо у Лоренса Мёрфи, попав, таким образом, в зависимость от компании «Мёрфи и Долан», что в дальнейшем послужило одной из многочисленных причин начала Войны в округе Линкольн.
Боудри сопровождал Скарлока в нескольких рейдах по поимке угонщиков скота и принимал участие в линчевании пойманных. 18 июля 1876 года Скарлок, Боудри, Фрэнк Коу, Джордж Коу и Эб Сондерс взяли штурмом тюрьму Линкольна (весьма слабо защищённую) и освободили из-под стражи угонщика скота Хесуса Ларго, после чего вывезли его за город и повесили. Никаких обвинений в связи с этими действиями им предъявлено не было.
5 августа 1877 года Боудри и Фрэнк Фримен были арестованы в Линкольне за стрельбу в состоянии алкогольного опьянения.
Около 1877 года Боудри женился на мексиканке Мануэле Эррере; незадолго до этого сестра Мануэлы, Мария Антония, вышла замуж за Дока Скарлока.

## Война в округе Линкольн

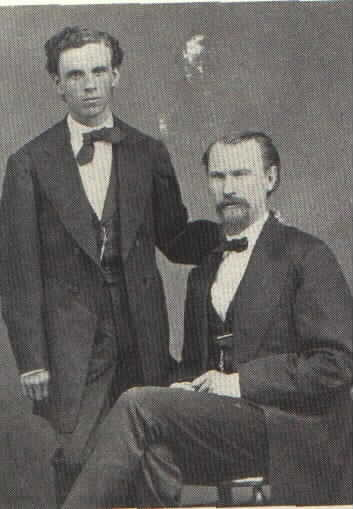
Лоренс Мёрфи (справа) и Джеймс Долан, 1870-е

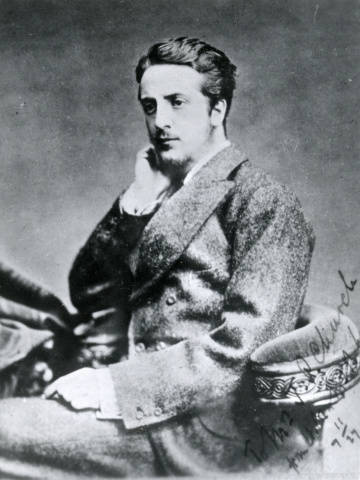
Джон Танстелл, 1875

Война в округе Линкольн стала следствием соперничества между компанией «Мёрфи и Долан» и английским предпринимателем Джоном Танстеллом за экономическое влияние на Территории Нью-Мексико. Фактически округ контролировался Лоренсом Мёрфи и Джеймсом Доланом, владеющими там единственным магазином. Их фирма имела сильных покровителей в лице губернатора штата и генерального прокурора Территории Нью-Мексико, которые были её поручителями. К тому же, охотно скупая краденый скот, они заполучили контракт на поставки мяса с правительством США. Танстелл и его адвокат Александр Максуин были противниками их альянса. Джон Танстелл нанял для охраны своего скота людей, в число которых входили Билли Кид, Док Скарлок и Чарли Боудри. Компания Мёрфи и Долана наняла в качестве боевиков банду Джесси Эванса и отряд фермеров, известный как «Воины семи рек», приказав им нападать на скот и пастбища Танстелла. Кроме того, Джеймс Долан подкупил представителей закона, в частности, шерифа Уильяма Брейди. Фракции были разделены по этническому и религиозному признаку: люди Мёрфи были в основном католиками-ирландцами, а Танстелл и его союзники — английскими протестантами.
Убийство Танстелла бандой Эванса, подосланной шерифом Брейди, произошедшее 18 февраля 1878 года, развязало конфликт между двумя фракциями, который вошёл в историю, как Война в округе Линкольн, и стал самым кровавым гражданским конфликтом на Диком Западе. Многие жители округа были вовлечены в войну, поддерживая ту или иную из враждующих сторон, и история соперничества между Танстеллом и Доланом была лишь его частью. Отдельные стычки, связанные с этим конфликтом, происходили в округе до 1881 года.
Чарли Боудри участвовал в большинстве боевых действий Войны в округе Линкольн. Известно, что он присутствовал при убийстве 8 или 9 марта 1878 года Уильяма Мортона, Фрэнка Бейкера и Уильяма Макклоски у Блэкуотер-Крик. В перестрелке в Блейзерс-Милл Боудри ранил в живот Эндрю Робертса, в то время как пуля Робертса попала в пряжку оружейного ремня Боудри, разорвав ремень, но не причинив серьёзного вреда стрелку. Эндрю «Картечь» Робертс умер от полученных ран на следующий день. Боудри также сражался в Битве за Линкольн 15-19 июля 1878 года.

## Смерть

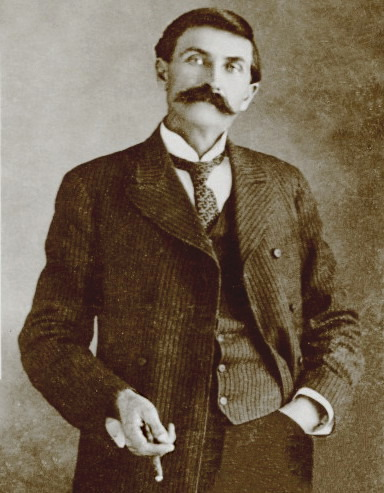
Пэт Гарретт, до 1909

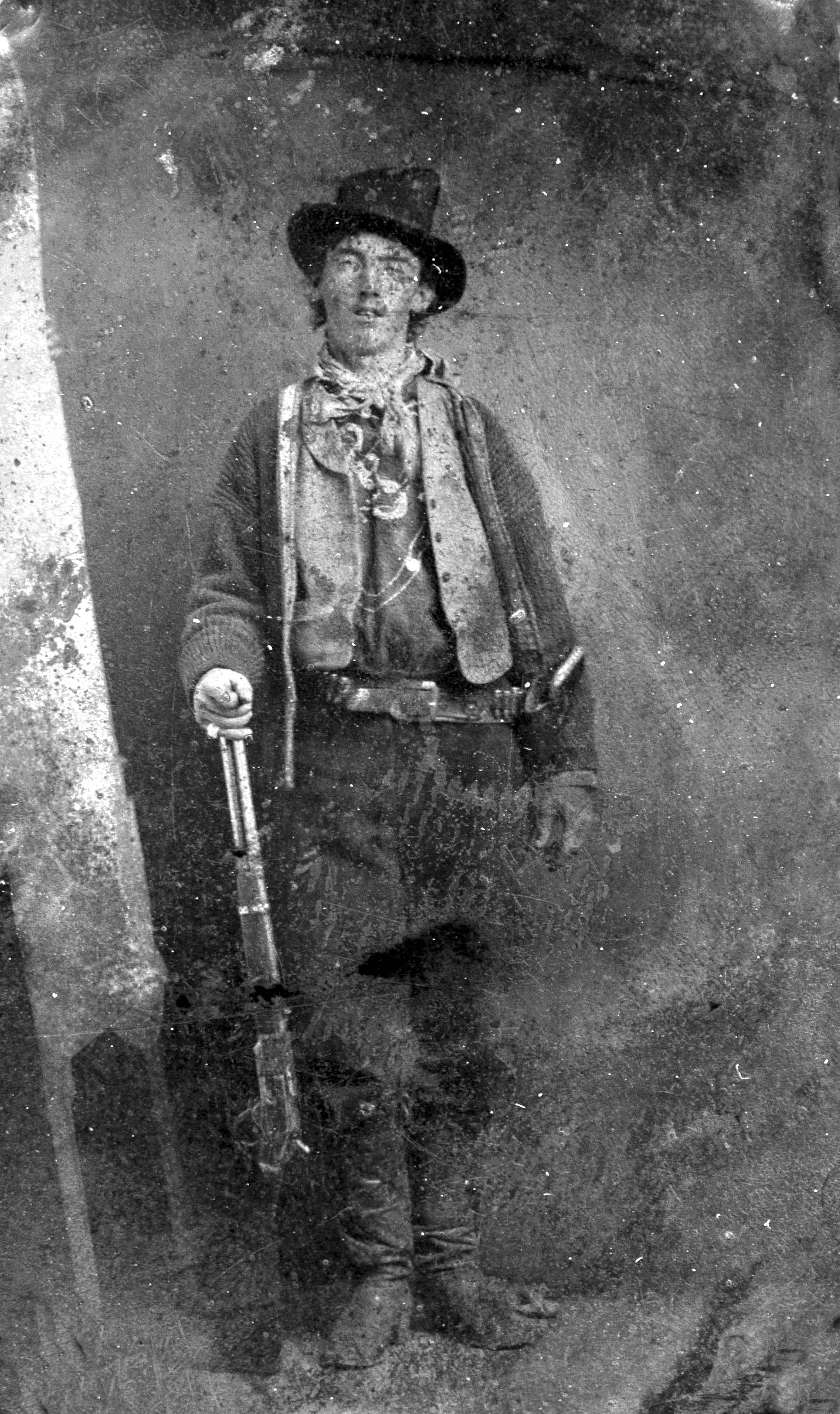
Билли Кид, около 1880

После поражения в Битве за Линкольн выжившие «Регуляторы» объединились в банду Билли Кида и действовали до июля 1881 года. К декабрю 1880 года Чарли Боудри был готов покинуть банду и сдаться властям, обвинявшим его в убийстве Эндрю Робертса, но всё же согласился участвовать в засаде на отряд шерифа Пэта Гарретта в форте Самнер. Засада провалилась, так как Гаррет опередил их; Том О’Фолльярд был убит, но банде удалось отступить. 23 декабря 1880-го банда укрывалась в Стинкинг-Спрингс, Территория Нью-Мексико.
На рассвете Боудри вышел из дома, чтобы покормить лошадей, и отряд Гарретта, окруживший здание ночью, изрешетил его пулями без предупреждения. Боудри не успел достать пистолет из кобуры и умер на руках у Гарретта, повторяя фразу: «Я хочу… я хочу…» (I wish... I wish...)
После затяжной перестрелки Билли Кид и его люди сдались.
Останки Чарли Боудри были возвращены его жене, он был похоронен рядом с Томом О’Фолльярдом в форте Самнер. Позднее там же похоронили и Билли Кида.

## Образ в кино
- «Пистолет в левой руке» (1958) — Джеймс Конгдон[18].
- «Чизум[англ.]» (1970) — Рон Собл[англ.][19].
- «Пэт Гэрретт и Билли Кид» (1973) — Чарльз Мартин Смит[20].
- «Молодые стрелки» (США, 1988) — Кэйси Семашко[21].
- «Малыш Кид» (2019) — Крис Билсма[22].
- «Билли Кид» (сериал, 2022 — …) — Горацио Джеймс[23].